# Tornuggla

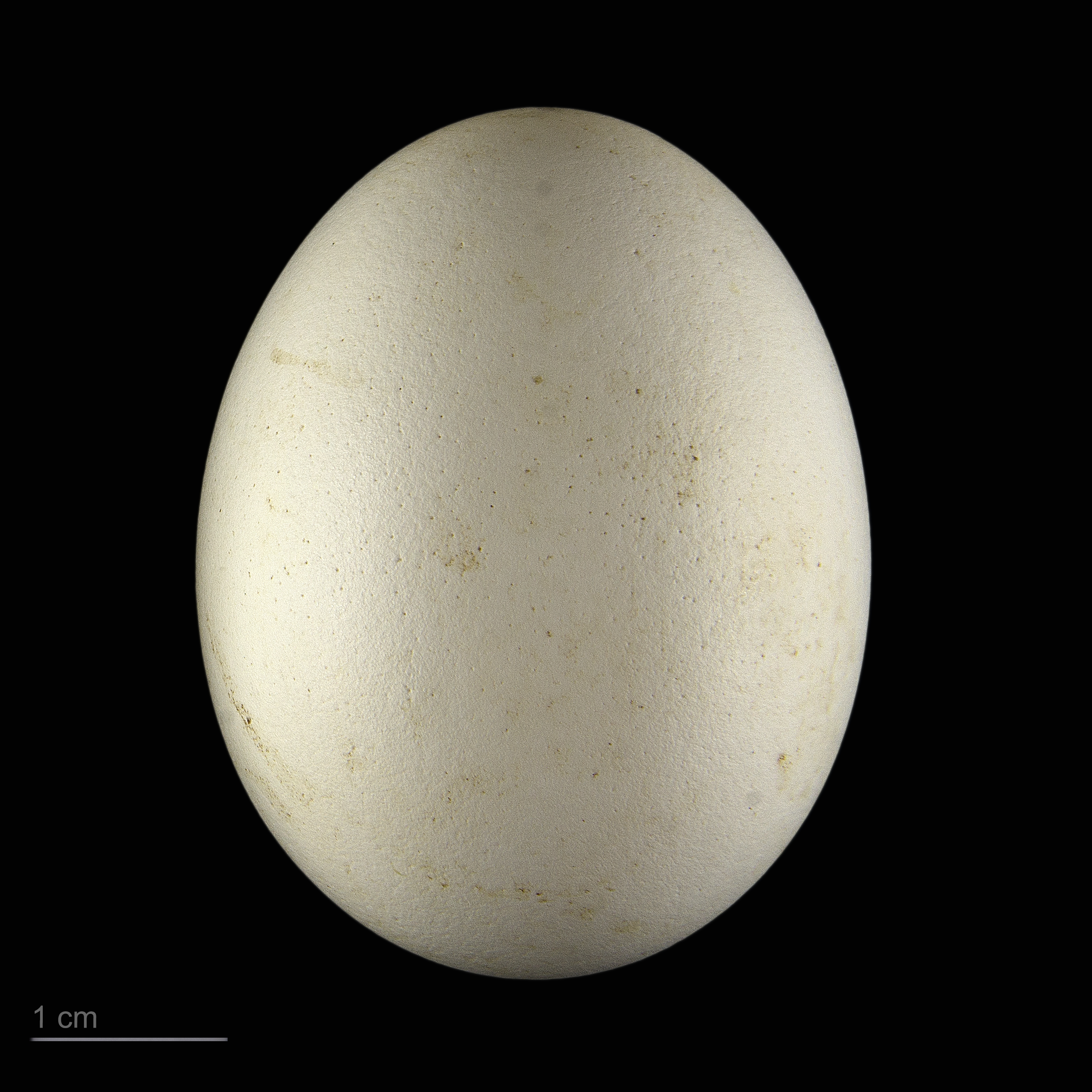
Tyto alba guttata

Tornuggla (Tyto alba) är en vida spridd fågel inom ordningen ugglefåglar. Från att tidigare även ha omfattat bestånd i södra och sydöstra Asien, Amerika och Australien begränsas numera tornugglan till fåglar i västra Asien, Europa och Afrika. 

## Utseende och fältkännetecken
Tornugglan är 33–39 cm lång och har ett vingspann på 80–95 cm. Den är slank, har långa vingar, långa ben och ett blekt hjärtformat ansikte med svarta ögon. Dräkten är mycket ljus men det finns mörkare underarter. I flykten hänger den ofta med benen, och den ser då långhalsad och kortstjärtad ut. Innan den slår sitt byte, ryttlar den ofta.

### Anatomi
Ugglor har mycket stora ögon för sin storlek, 2,2 gånger större än den genomsnittliga fågeln med samma vikt. Ögonen är placerade frontalt på huvudet och de har ett överlappande synfält på 50–70%, vilket ger dem ett bättre binokulärt seende än vad de dagaktiva rovfåglarna har. Ofta påstås det att ugglor har en synförmåga som är 10–100 gånger bättre än människans under dåliga ljusförhållanden men studier visar att det nog snarare handlar om upp till 10 gånger bättre. Ugglors synskärpa är bara något bättre än människans och denna förhöjda skärpa beror på optiska faktorer och inte på att näthinnan har en högre ljuskänslighet. Både människan och ugglan har nått en gräns för synskärpa vad gäller näthinnan hos landlevande ryggradsdjur.

Ugglans synfält i förhållande till en duva.

Precis som hos andra ugglor har tornugglans ögon specifika anpassningar för att se bra på natten. Utöver storleken och den avlånga formen på ögonen har näthinnan en stor mängd tätt sammanpackade stavar medan den saknar tappar, eftersom färgseende inte behövs på natten och stavar har mycket högre ljuskänslighet.
Hörseln är viktig för nattaktiva köttätande fåglar som lever av rov och som hos andra ugglor skiljer sig formen på tornugglans öronöppningar åt och är asymmetriskt placerade för att förbättra förmågan att lokalisera ljud. Innerörats uppbyggnad med en stor mängd hörselnerver gör att den lättare kan höra lågfrekvent ljud på avstånd. Tornugglan har mycket bättre hörsel än människan och kan jaga enbart med hjälp av detta sinne när det är för mörkt för ugglan att se.

## Utbredning och systematik
Tornugglan förekommer i Europa, norra Asien och Afrika. Den delas in i tio underarter med följande utbredning:
- Tyto alba alba (västeuropeisk tornuggla[7]) – västra och södra Europa till Balkanhalvön samt nordvästra Afrika
- Tyto alba guttata (östeuropeisk tornuggla[7]) – Centraleuropa och östra Balkanhalvön till Ukraina
- Tyto alba ernesti – Korsika och Sardinien
- Tyto alba erlangeri – Kreta och Cypern genom Mellanöstern till södra Iran
- Tyto alba schmitzi – öarna Madeira, Porto Santo och Desertas
- Tyto alba gracilirostris – östra Kanarieöarna (Fuerteventura, Lanzarote och Alegranza)
- Tyto alba detorta – Kap Verdeöarna
- Tyto alba poensis – Afrika söder om Sahara
- Tyto alba thomensis – São Tomé
- Tyto alba hypermetra – Komorerna samt ön Europa

Tidigare inkluderades tornugglebestånd i södra och sydöstra Asien, Australien och Amerika i arten, men dessa urskiljs allt oftare som två egna arter, östlig tornuggla (T. javanica) och amerikansk tornuggla (T. furcata). Vissa behåller dem dock fortfarande som en och samma art, ibland även inkluderande andamantornuggla.

### Tornugglan i Norden
Den underart som häckat/häckar i Sverige är Tyto alba guttata. Den skiljer sig i dräkten från alba genom att vara mörkare på ryggen och ha en gulorange färg på bröstet. Denna underart lever i den nordligaste delen av tornugglans utbredningsområde och man har på senare år bara konstaterat några få häckande par på Gotland och i Skåne. Under 1950- och 1960-talen häckade minst 25–35 par i Skåne.
Däremot verkar den trivas bättre i Danmark där det finns en livskraftig population. Den var vanlig i Danmark fram till 1930-talet, då förändringen med storskaligt jordbruk och kalla vintrar gick hårt åt populationen. 1990 fanns det bara 20 häckande par. Idag ser det bättre ut för de danska tornugglorna med en population på mer än 250 häckande individer, främst på södra Jylland.
Tornugglan är rödlistad som akut hotad i Sverige.

## Ekologi

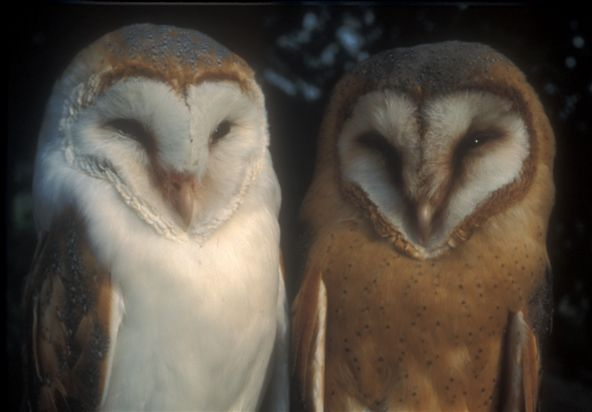
En hane T. a. alba-typ (vänster) och en hona T. a. guttata-typ i Nederländerna, där dessa underarter samhäckar.

Tornugglan är nattaktiv som merparten av alla världens ugglor, men den aktiverar sig ofta en stund före skymning, och kan också ibland ses på dagtid när den flyttar sig från en sovplats som den inte trivs med.
Den förekommer i öppna marker som jordbruksbygd och gräsmarker med ett mindre antal i skogsmark, och oftast under 2000 m men ibland så högt upp som 3000 m i tropikerna. Den föredrar att jaga i skogskanten. Dess flykt är obesvärad och lite fladdrig. En del av ugglans dun omvandlas till ett slags vitt mjöligt puder som täcker fjäderdräkten. Detta tillsammans med att dess handpennor har en sågtandad mjuk kant som bryter upp luftströmmen över vingen reducerar turbulensen, vilket i sin tur resulterar i att den kan flyga nästan ljudlöst och på det sättet överraska sina byten.
Den är en stannfågel och håller sig i stort sett på samma område från år till år. Tornugglor kan inte lagra fett som andra ugglor och är därför sårbar för kyla, varför den ofta söker sig in i lador eller liknande varmare utrymmen på vintrarna. Därför är förekomsten av äldre, ej helt tillslutna lador som gärna innehåller gnagare en förutsättning för att arten ska överleva vinterklimatet i Norden. 
Beteendet och ekologiska preferenser kan skilja sig något mellan de olika underarterna, vilket är fallet för de europeiska underarterna T. a. guttata och  T. a. alba vilka förmodligen utvecklades var för sig allopatriskt, separerade under istiden i sydöstra Europa, på Pyreneiska halvön och i södra Frankrike.

### Föda

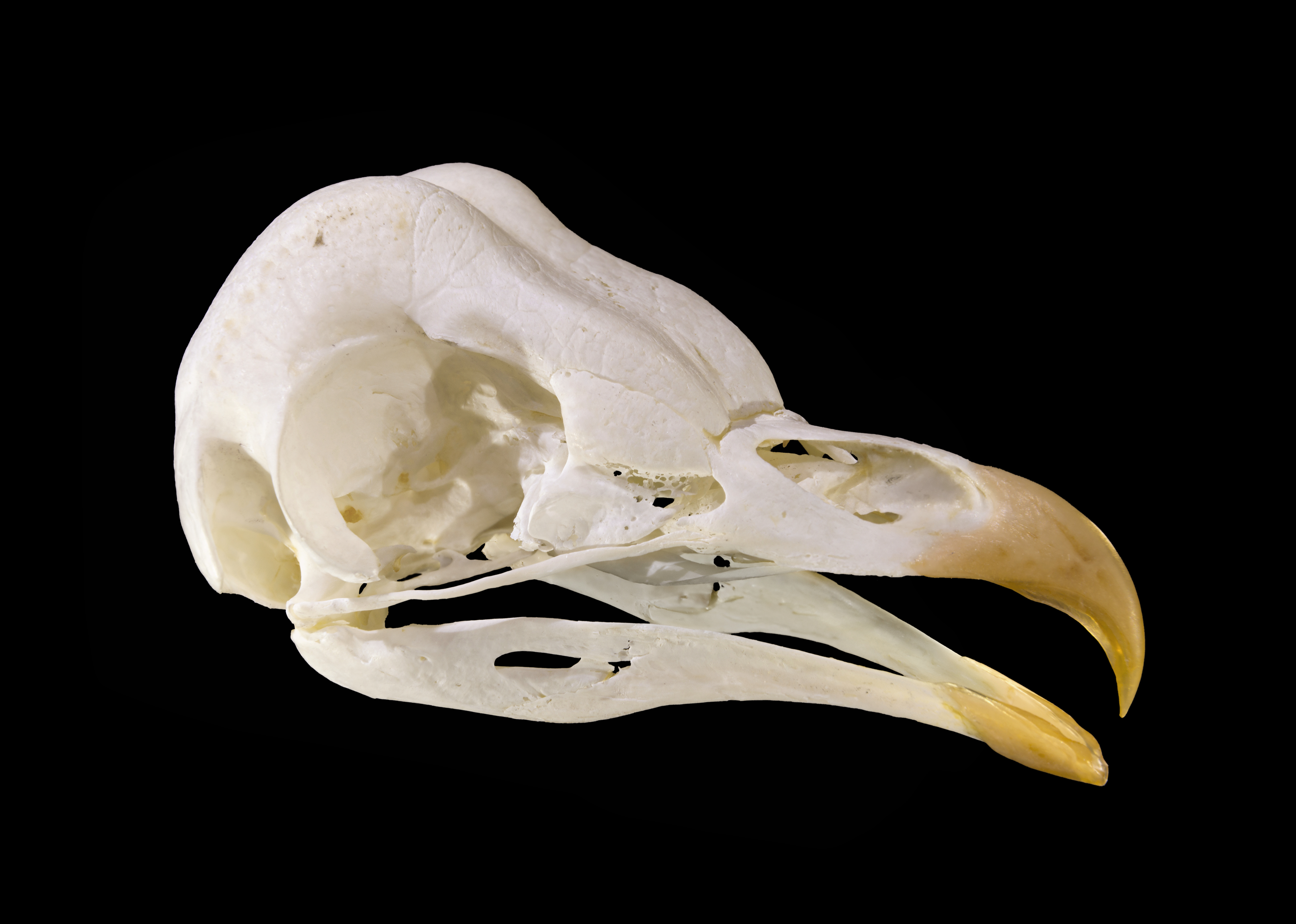
Skallen av en tornuggla med den kraftfulla näbben.

Den jagar genom att flyga lågt och långsamt över öppna områden och svävar över platser som döljer möjliga byten. Den utnyttjar även stolpar och andra utkiksplatser för att lurpassa på byten. Den lever främst av mindre ryggradsdjur, speciellt gnagare. Studier visar att tornugglan kan äta en eller fler gnagare per natt och att ett häckande par och dess ungar äter över 1000 gnagare per år. Lokalt rikligt förekommande gnagare som väger flera gram per styck utgör den enskilt största proportionen av föda för tornugglan, antingen det gäller arter av Muridae, Cricetidae eller Geomyidae. Denna typ av byten kan utgöra ungefär tre fjärdedelar av biomassan som varje tornuggla äter, förutom hos vissa ölevande populationer.
Utöver detta utökas födan med lokalt förekommande mindre ryggradsdjur och större ryggradslösa djur. Tornugglan äter allt som den kan betvinga, från små ryggradslösa djur som väger mindre än ,.05 gram till fåglar som väger lika mycket som ugglan själv, som exempelvis fläckig tinamo (Nothura maculosa). Mindre byten slits ofta i stycken som sväljs hela med ben och allt, medan större byten på 100 gram eller mer, som kaninungar, Cryptomys-mullvadsgnagare eller Otomys-råttor, oftast delas upp och de oätliga delarna lämnas.  Tornugglan äter mycket sällan tamboskap, och den fångar möjligen en ung kyckling eller ett marsvin en eller två gånger i livet. Regionalt utgör annat än gnagare en större del av födan. På fågelrika öar kan tornugglans diet bestå av 15–20 % fåglar, och i gräsmarker fångar den stora mängder svärmande termiter, gräshoppor eller syrsor. Även fladdermöss, paddor och fjällbärande kräldjur (Squamata) kan utgöra mindre delar av födan men vara nog så viktiga, och små näbbmöss kan utgöra ett viktigt sekundärbyte.

## Hot och status
Förutom människan, vinterkyla och snö har den adulta tornugglan få fiender. Tornugglan har ett mycket stort utbredningsområde, en mycket stor global population och artens utvecklingstrend bedöms som stabil. Utifrån dessa kriterier kategoriserar IUCN tornugglan som livskraftig (LC). Notera dock att amerikansk tornuggla, östlig tornuggla och andamantornuggla inkluderas i bedömningen.